# Museo d'arte moderna Vittoria Colonna
Il Museo d'arte moderna "Vittoria Colonna" è un museo di Pescara.

## Storia
Situato nella zona centrale della città, in affaccio sul lungomare Matteotti e su via Gramsci (area dove prima si trovava lo storico edificio del Circolo Tennis, distrutto nel 1943), è attivo dal 2002, ed è ospitato nell'edificio in cui avevano sede alcune facoltà dell'Università degli Studi "Gabriele D'Annunzio", poi trasferite in viale Pindaro. La sede venne costruita negli anni cinquanta secondo il progetto dell'architetto Eugenio Montuori. Il museo, dopo la risistemazione degli spazi interni, ad opera dell'architetto Gaetano Colleluori, è stato inaugurato nel 2002, con una mostra dedicata a Marc Chagall. È dedicato a Vittoria Colonna, marchesa di Pescara insieme a don Fernando Francesco d'Avalos marchese del Vasto, amica di Michelangelo.
Ospita una piccola collezione permanente, con opere di autori quali: Pablo Picasso, Joan Miró, Renato Guttuso, Basilio Cascella, Mario Tozzi, Giuseppe Misticoni, Gigino Falconi, Gaston Orellana, Claudio Bonichi e  Arturo Carmassi. Inoltre è spesso utilizzato per mostre temporanee.
La struttura attualmente è chiusa in attesa di una riqualificazione.